# 한데 예네르

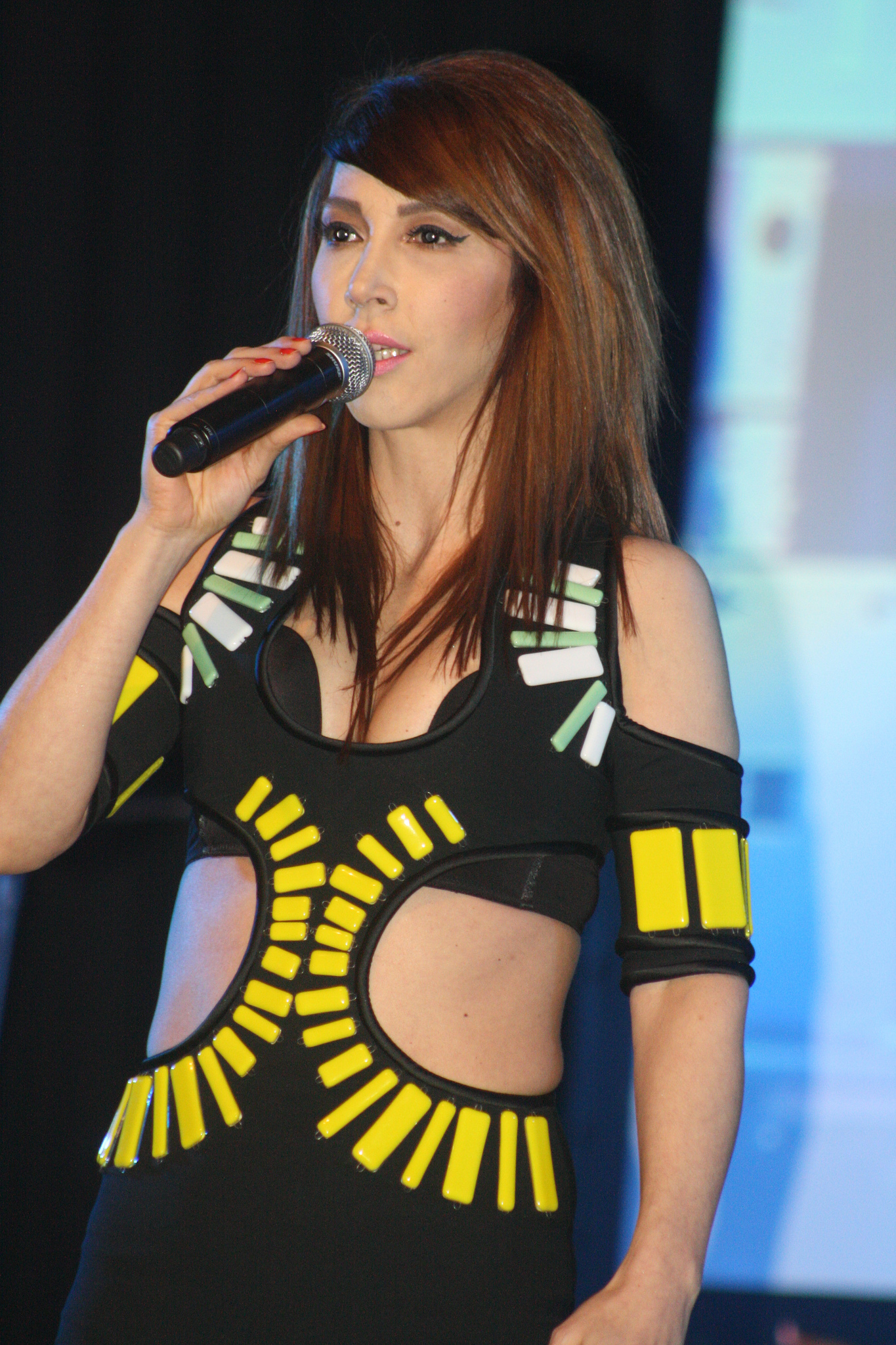
한데 예네르

한데 예네르(Hande Yener, 1973년 1월 12일~ , 튀르키예 이스탄불)는 튀르키예의 팝 가수이자 배우이다. 튀르키예에서 가장 유명한 가수들 가운데 한 명이다. 음반마다 수많은 기대와 관심을 불러일으켰는데 이는 그가 음악에 집어넣은 다양한 스타일과 장르와 리듬 덕분이다.

## 영화
- 2008년: The Queen Is in the Factory

## 같이 보기
- 터키의 음악